# アルバート・ベンジャミン・シンプソン

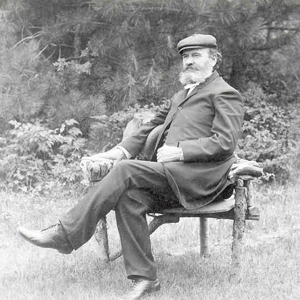
A.B.シンプソン （1843-1919）

アルバート・ベンジャミン・シンプソン（英語：Albert Benjamin Simpson、1843年12月15日 - 1919年10月29日）は、カナダ生まれの説教者、神学者、クリスチャン・アンド・ミッショナリー・アライアンス（C&MA)の創設者。略称はA・B・シンプソン（A.B.Simpson）。

## 生涯
アルバート・シンプソンは、カナダのプリンスエドワード島カベンジシュに生まれた。4人目の子どもで3人目の息子だった。彼の家はカベンジシュの創立者一族にさかのぼり、『赤毛のアン』の著者L・M・モンゴメリと共通の祖先を持っていた。
アルバートは、スコットランド長老教会の厳格なカルヴァン主義とピューリタンの伝統の中で若い日を過ごし、成長した。彼の信仰的な回心は、アイルランドのエヴァンジェリストのミニストリーからの、1859年のリバイバル（信仰復興）の時であった 。
シンプソンは、チャタム・ケントに滞在し、トロントはトロント大学のノックス・カレッジで神学的な教育を受け、1865年に卒業した。卒業後、カナダ長老教会で牧師按手を受けた。21歳の時、オンタリオ州ハミルトンにあったノックス長老教会の牧師として招聘された。
1873年の12月、30歳のシンプソンは、カナダからアメリカ合衆国に渡り、ルイビルの大きなチェストナット街長老教会の講壇に立った。彼はここで成功したが、伝道活動に否定的な教会員の態度に失望を感じていた。
1880年、シンプソンは、ニューヨークの13番街長老教会の牧師として招聘された。しかし、1年もたたないうちに病気で倒れ、療養に入った。
その頃、ウィリアム・ブース、D・L・ムーディー、ブルームハルトのミニストリーに聖霊の働きを感じる。さらに、チャールズ・キュリス博士から神癒のメッセージを聞いた。しかし、聖書に根拠を見出すまでは納得することができず、聖書の教理的な根拠を追求することになる。そして、神癒について教理的に確信が得られた。神癒の確信を得たシンプソンが松林の中で祈っていると、キリストの力と臨在を感じるという聖霊体験を受けた。これを通し、神癒の信仰が与えられ、神癒を祈るとシンプソンの病は癒された。
快復したシンプソンは、新生、神癒、聖化、再臨からなる四重の福音を提唱し、ミニストリーは拡大していった。そこで、長老教会を辞任し開拓伝道を始めた。シンプソンはその教会をゴスペル・タバナクルと命名した。1882年聖書教育学校を設立する。その後、ナイアックに移転し聖書学校に発展する。また、世界宣教とキリストの再臨結びつけ、世界宣教の務めを果たすことが、主の再臨に必要不可欠であると主張した。そして、ゴスペル・タバナクルは世界宣教のセンターになった。また、多くの著作を著し世界宣教の重要性をアピールし、さらにキャンプ伝道を用いて信仰の成長と世界宣教を両方を目指す働きを展開した。
1887年シンプソンはクリスチャン・アンド・ミッショナリー・アライアンスという超教派の宣教団体を設立した。これは、世界宣教の使命を果たすための協同運動を目指すものであった。
アライアンスは北米大陸で急速に支持者を得ていった。現在、アメリカ合衆国とカナダに多くの支部を持つ。